# Épistre Contenant le Procès Criminel Faict à l'Encontre de la Royne Anne Boullant d'Angleterre
Épistre Contenant le Procès Criminel Faict à l'Encontre de la Royne Anne Boullant d'Angleterre, est un poème de 1 318 lignes écrit en français en 1536 par Lancelot de Carle, secrétaire de l'ambassadeur de France en Angleterre, Antoine de Castelnau.
En mai 1536, un musicien de la maison royale, Mark Smeaton, les courtisans Henry Norris, Sir Francis Weston, William Brereton, ainsi que le frère de la reine, George Boleyn, le vicomte Rochford, sont jugés et exécutés pour trahison et adultère avec Anne Boleyn, la seconde épouse d'Henri VIII. Lancelot de Carle était à Londres à cette époque, et fut un témoin oculaire du procès et de l'exécution d'Anne.
Le poème, daté du 2 juin 1536, détaille la vie et les événements dramatiques entourant l'arrestation, le procès et l'exécution d'Anne Boleyn, et des personnes accusées avec elle. Bien qu'il n'ait été publié qu'en 1545, il semble avoir été largement diffusé avant cette date.